# JR九州シニアライフサポート
JR九州シニアライフサポート株式会社（ジェイアールきゅうしゅうシニアライフサポート）は、九州旅客鉄道の子会社の一つ。「SJR」のブランドで有料老人ホームの運営等を手掛ける。本社は福岡県福岡市。コーポレートカラーは赤色。